# María Oliver Sanz
María Oliver Sanz (València, 1974) és una política valenciana, arquitecta i regidora de l'Ajuntament de València de 2015 a 2019.
Va resultar elegida a les eleccions municipals de València de 2015 com segona en la llista electoral de la plataforma València en Comú en representació de Podem. Oliver va estar al capdavant de la delegació d'educació de l'Ajuntament de València en el govern encapçalat per Joan Ribó (Compromís). El 2017, dos anys després de l'entrada de la plataforma al consistori, dimiteix el seu portaveu Jordi Peris degut a les tensions internes i María Oliver passa a ser la portaveu de València en Comú a l'ajuntament i es proclamada candidata a l'alcaldia per a les eleccions de 2019. Poc abans de finalitzar la legislatura va ser investigada judicialment arran de la denúncia del Partit Popular (PP) pel conveni signat entre l'Ajuntament i la Universitat de València per a la realització d'un estudi del sistema educatiu de la ciutat. Finalment la denúncia va quedar arxivada.
Oliver va liderar la llista d'Unides Podem a eleccions municipals de 2019 no aconseguint revalidar l'acta de regidora. La formació però aconseguí representació a les Corts Valencianes a les eleccions celebrades simultàniament a les locals i assumeix responsabilitats de govern en el Consell de la Generalitat Valenciana. Oliver passa a ser assessora a la Conselleria d'Habitatge i Arquitectura Bioclimàtica dirigida pel seu company de partit Rubén Martínez Dalmau.